# Valdaj (città)
Valdaj è una città della Russia europea nordoccidentale (oblast' di Novgorod), situata nella parte settentrionale del rialto del Valdaj, sulle sponde del lago omonimo, 140 km a sudest del capoluogo Velikij Novgorod; dipende amministrativamente dal distretto omonimo, del quale è capoluogo.

## Società

### Evoluzione demografica
Fonte: mojgorod.ru
- 1897: 3.500
- 1959: 10.600
- 1979: 17.900
- 1989: 19.200
- 2007: 17.500

## Galleria d'immagini

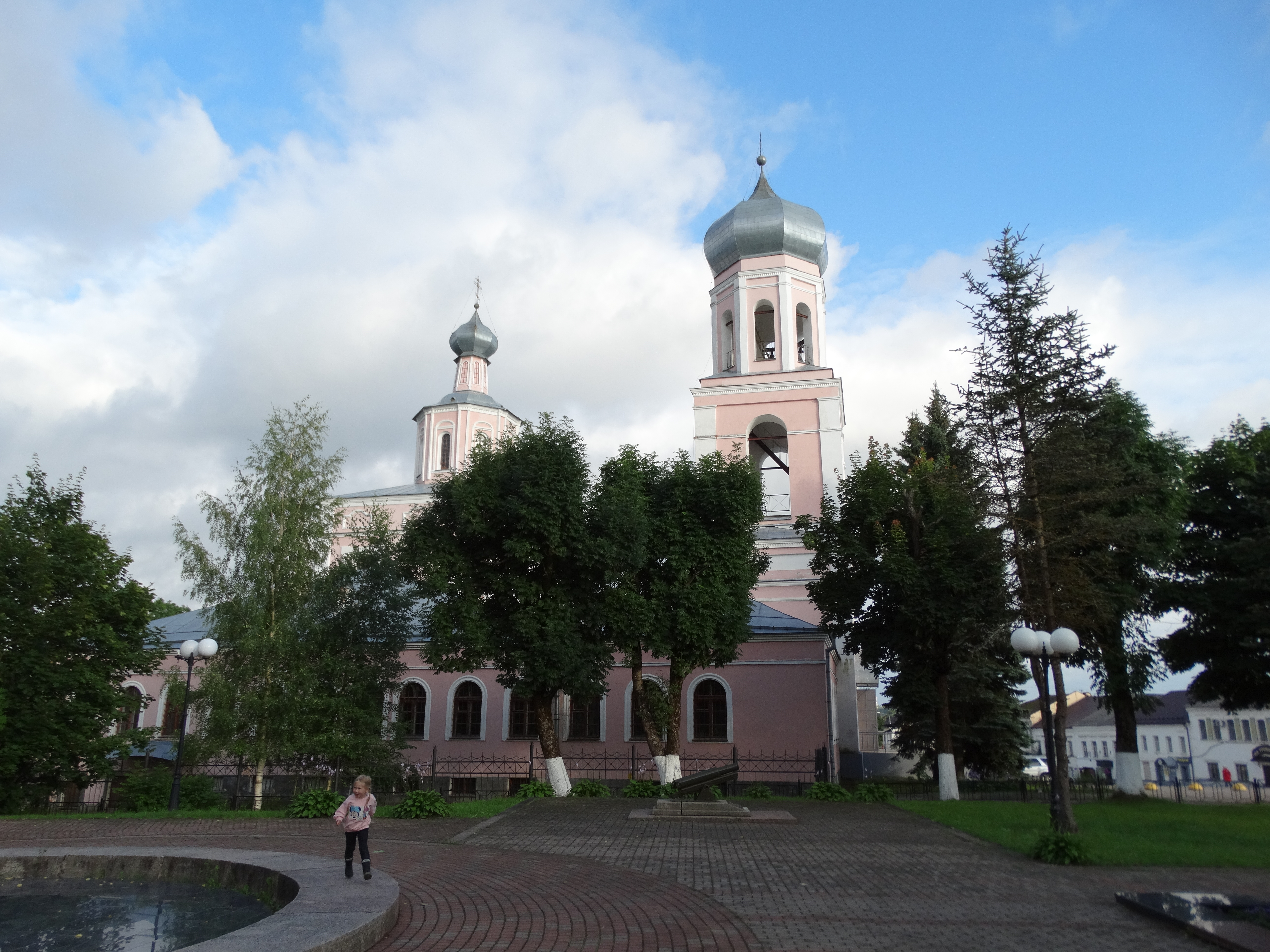
Cattedrale di Troitsky
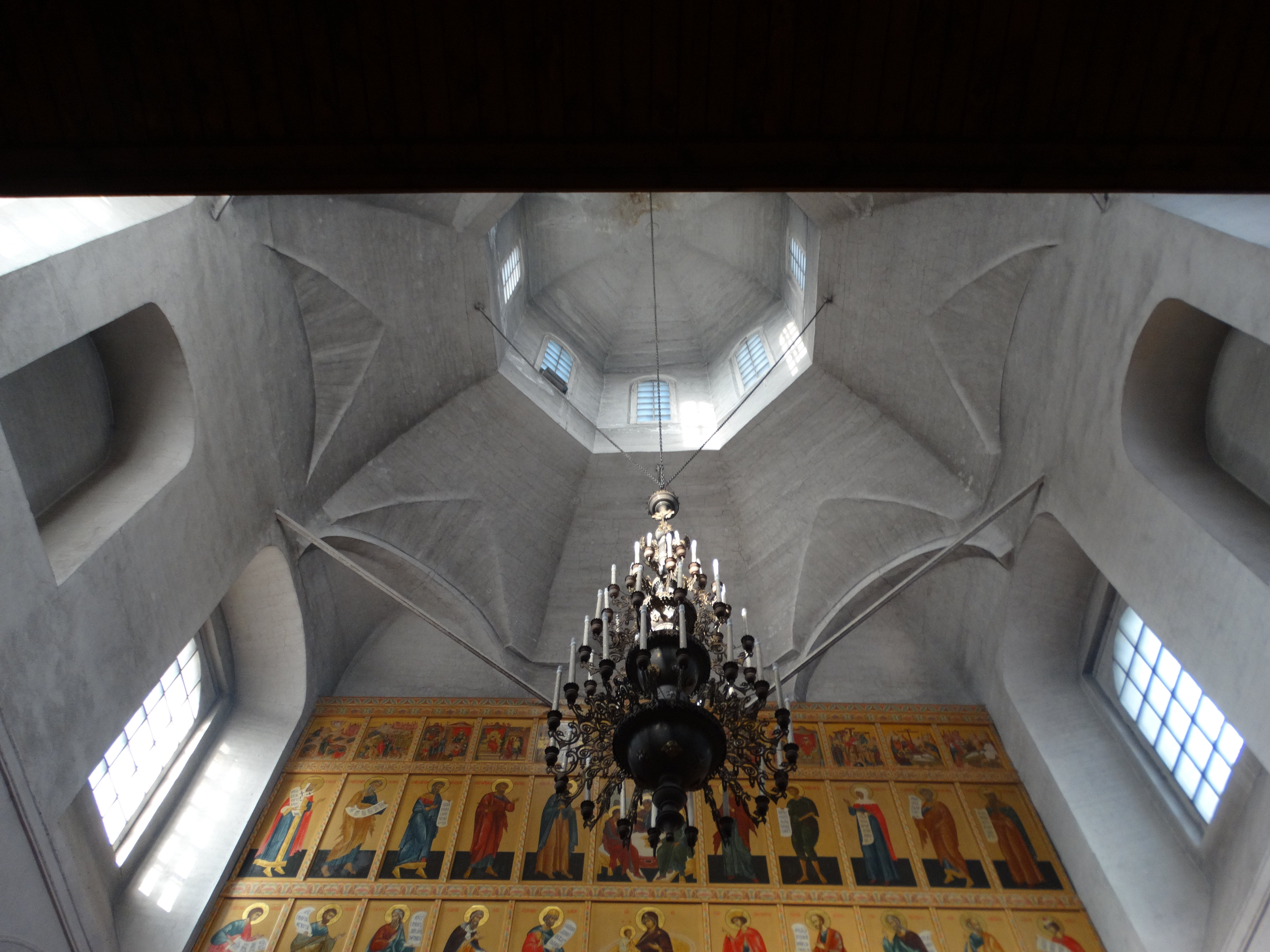
Cattedrale di Troitsky, interno
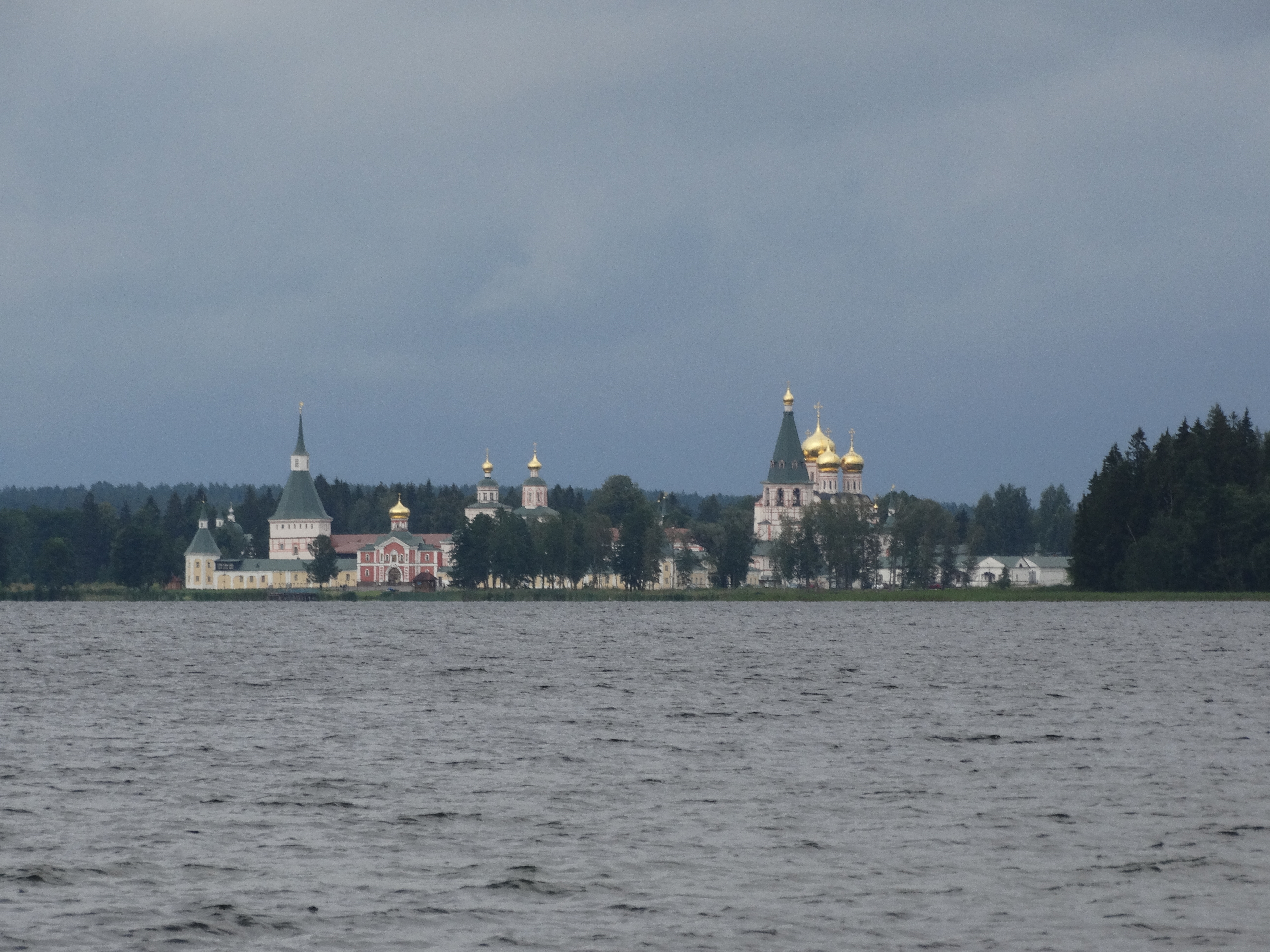
Monastero di Iversky
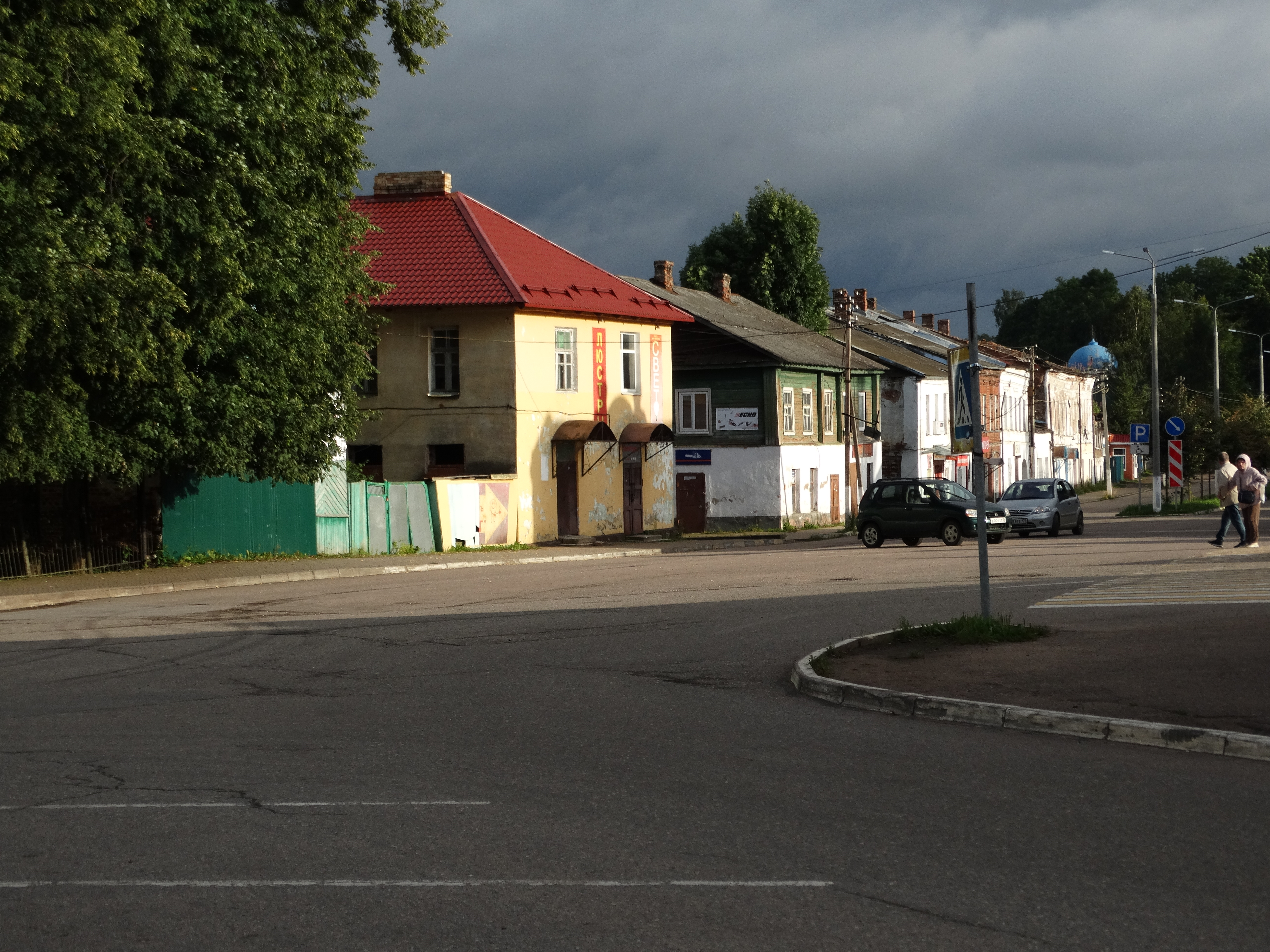
Case nella città vecchia
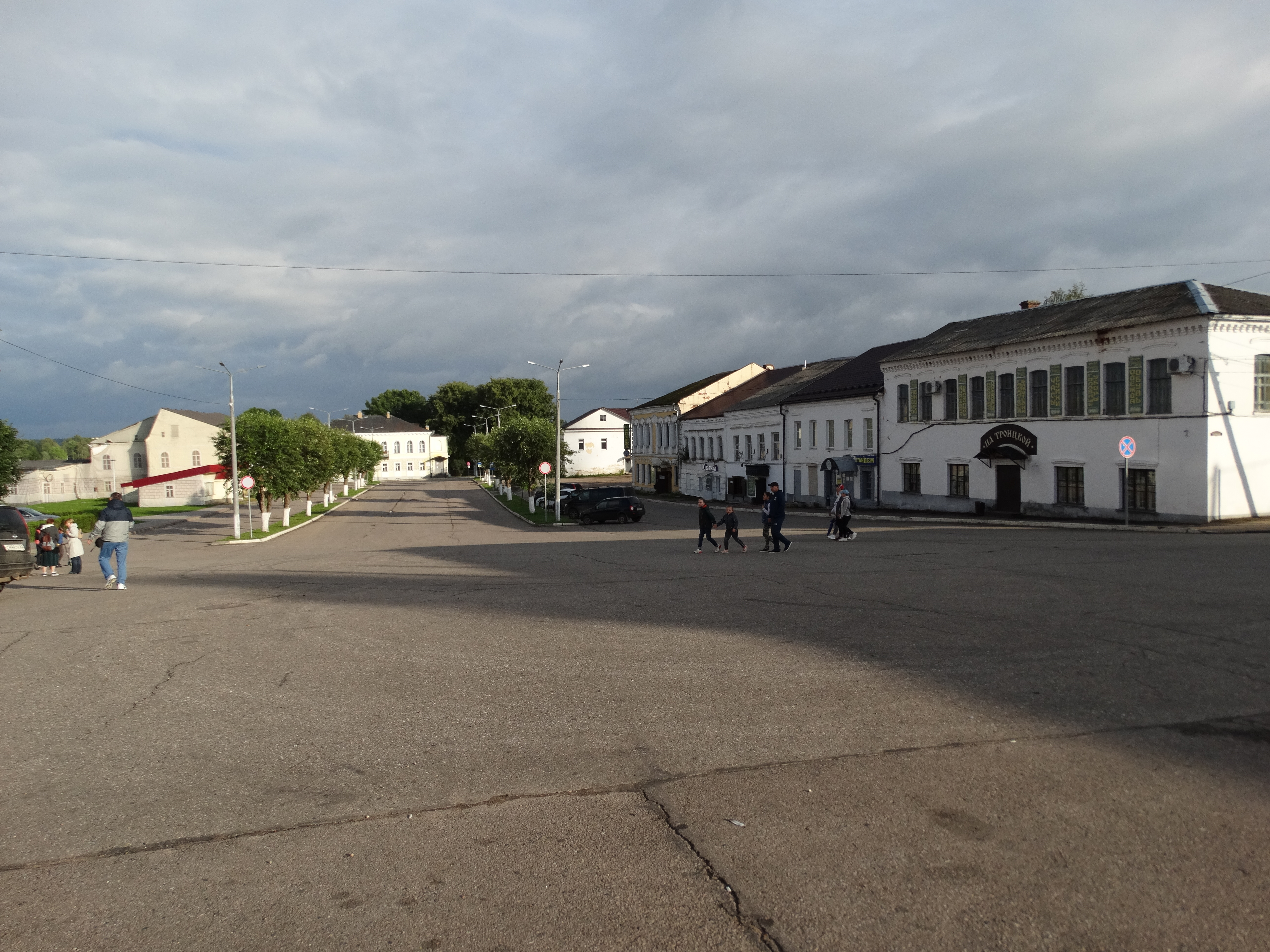
La piazza principale
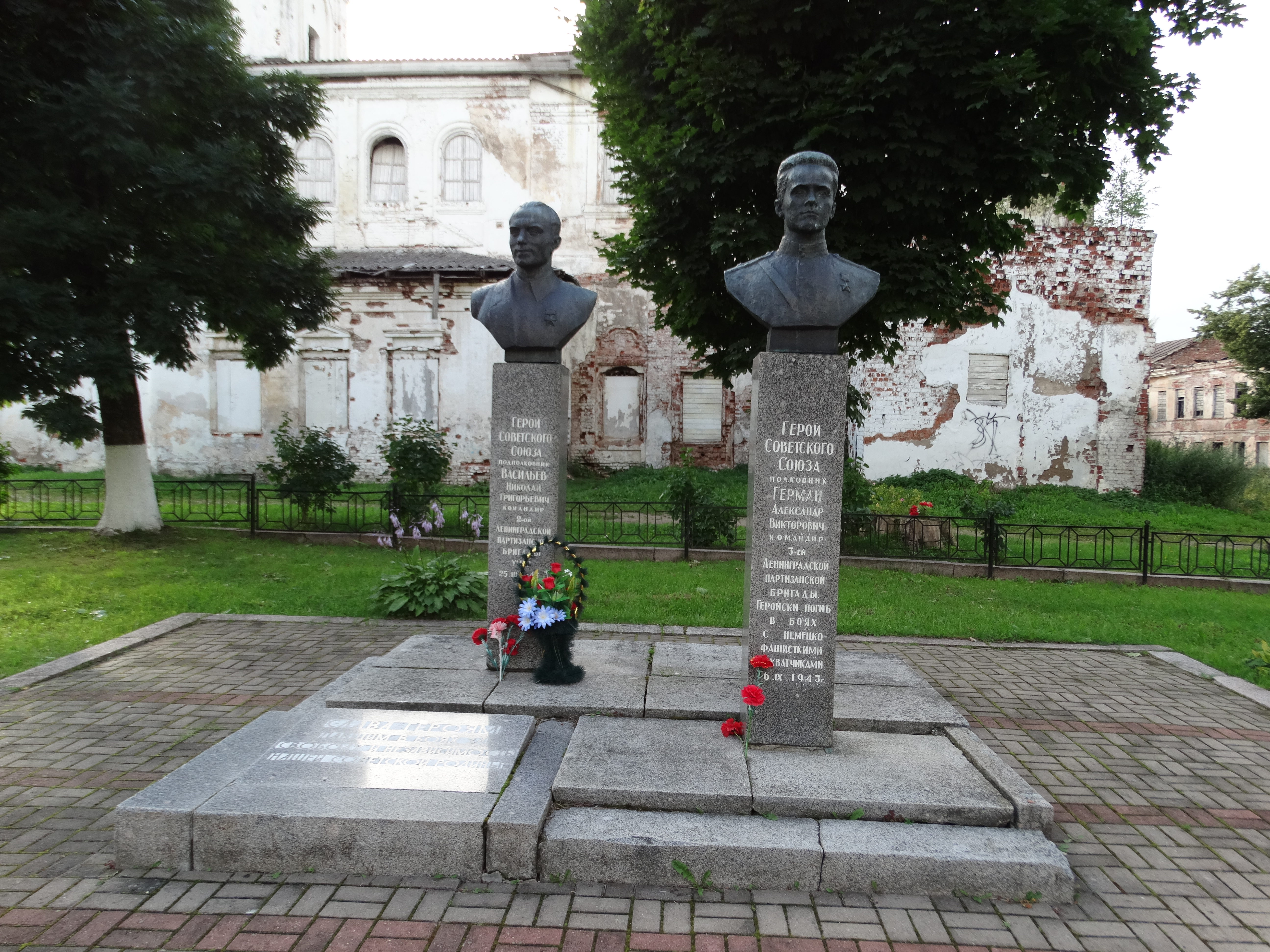
Monumenti agli Eroi